# Miturga severa
Miturga severa är en spindelart som beskrevs av Simon 1909. Miturga severa ingår i släktet Miturga och familjen sporrspindlar.
Artens utbredningsområde är Western Australia. Inga underarter finns listade i Catalogue of Life.